# Поплавок жовто–коричневий
Поплавок жовто–коричневий (Amanita fulva) — вид грибів роду мухомор (Amanita). Гриб класифіковано у 1818 році.

## Будова
У цього гриба шапка жовтувато–буруватого кольору, її діаметр досягає — 8 см. У молодих плодових тіл форма шапки яйце–дзвоникоподібна, у зрілих — плоска, край рубчастий. Ніжка у поплавка жовто-коричневого сягає завдовжки 10 см, завширшки 1,5 см, вона циліндрична, у молодих плодових тіл — білувата, у зрілих — рудувато–бурувата. Ніжка ніби розширюється до низу, має слабкий лускатий наліт, кільце відсутнє, біля основи є мішкоподібна жовтувата, іноді рожевувата піхва.

## Поширення та середовище існування
Цей шапковий гриб росте на ґрунті поодинці або групами у вологих місцях у хвойних та мішаних лісах.

## Практичне використання
Поплавок жовто–коричневий — маловідомий їстівний шапковий гриб, який можна вживати у їжу в свіжому вигляді.